# Balançoire à bascule

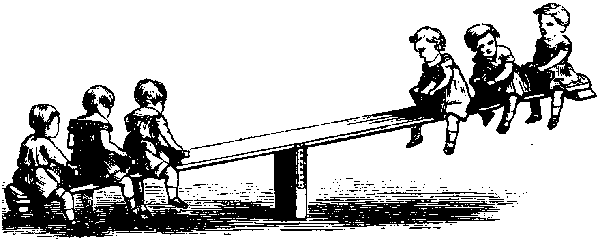
Balançoire à bascule.

Une balançoire à bascule ou balançoire bascule, aussi parfois nommée tape-cul, est un type de balançoire qui consiste en une planche équilibrée articulée par son centre de gravité que l'on trouve dans les terrains de jeux.

## Description
Un joueur est assis à chaque extrémité et, par la poussée de ses pieds au sol et le changement de position de son corps, la planche fait remonter et redescendre les joueurs. Elle est une variante collective du cheval à bascule.

## Galerie d'images

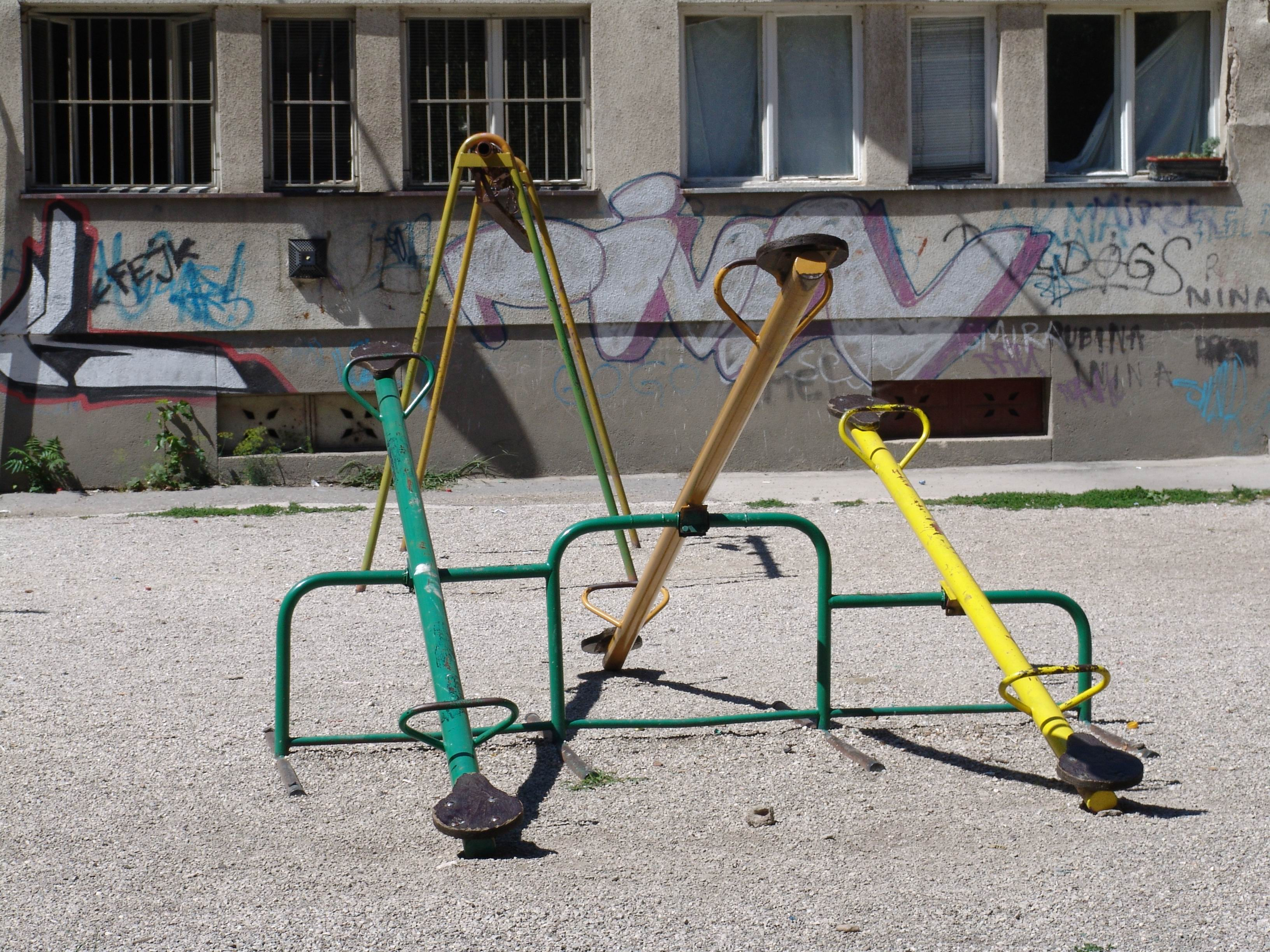
Trois balançoires à bascule alignées
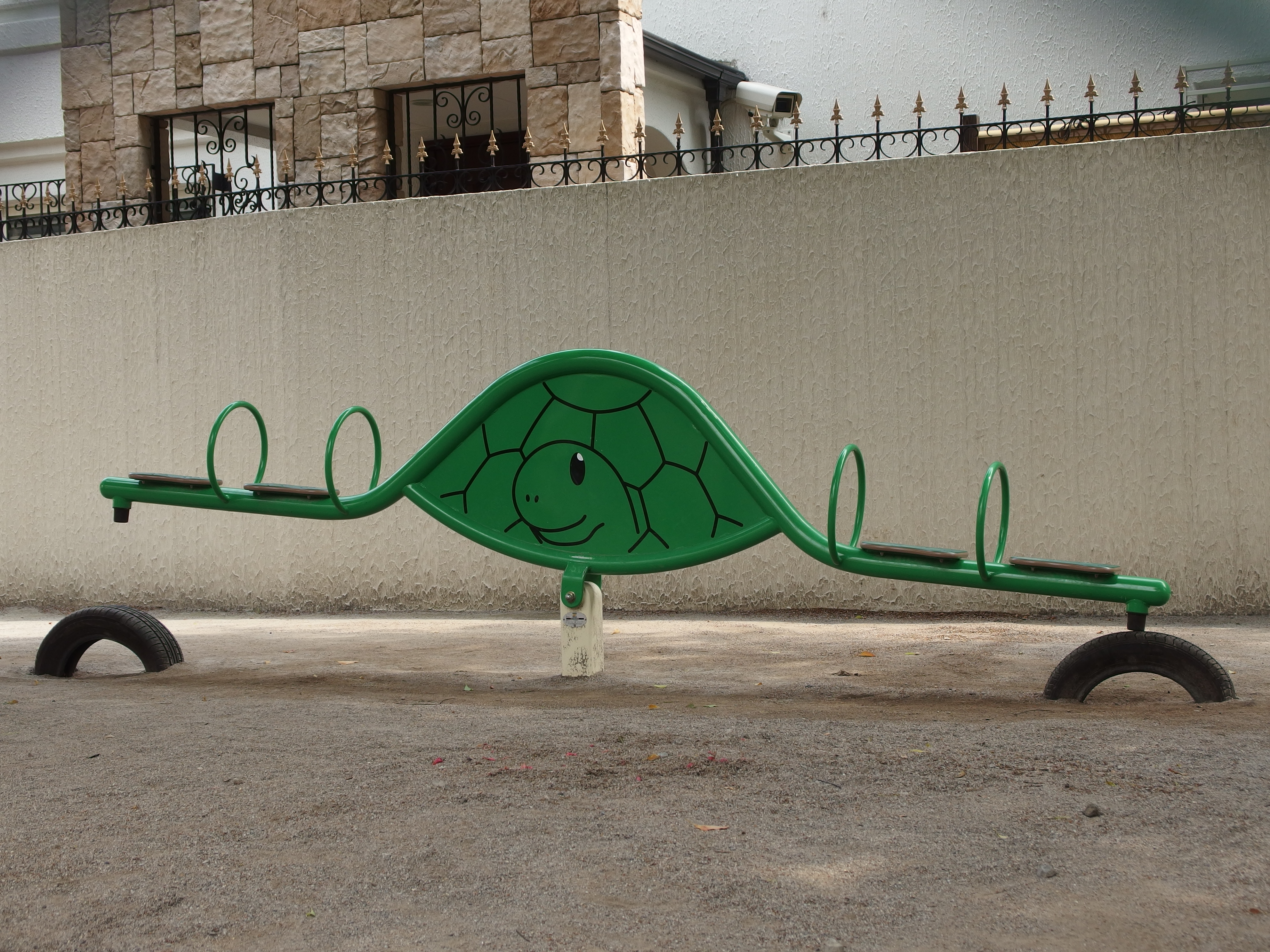
À quatre personnes.
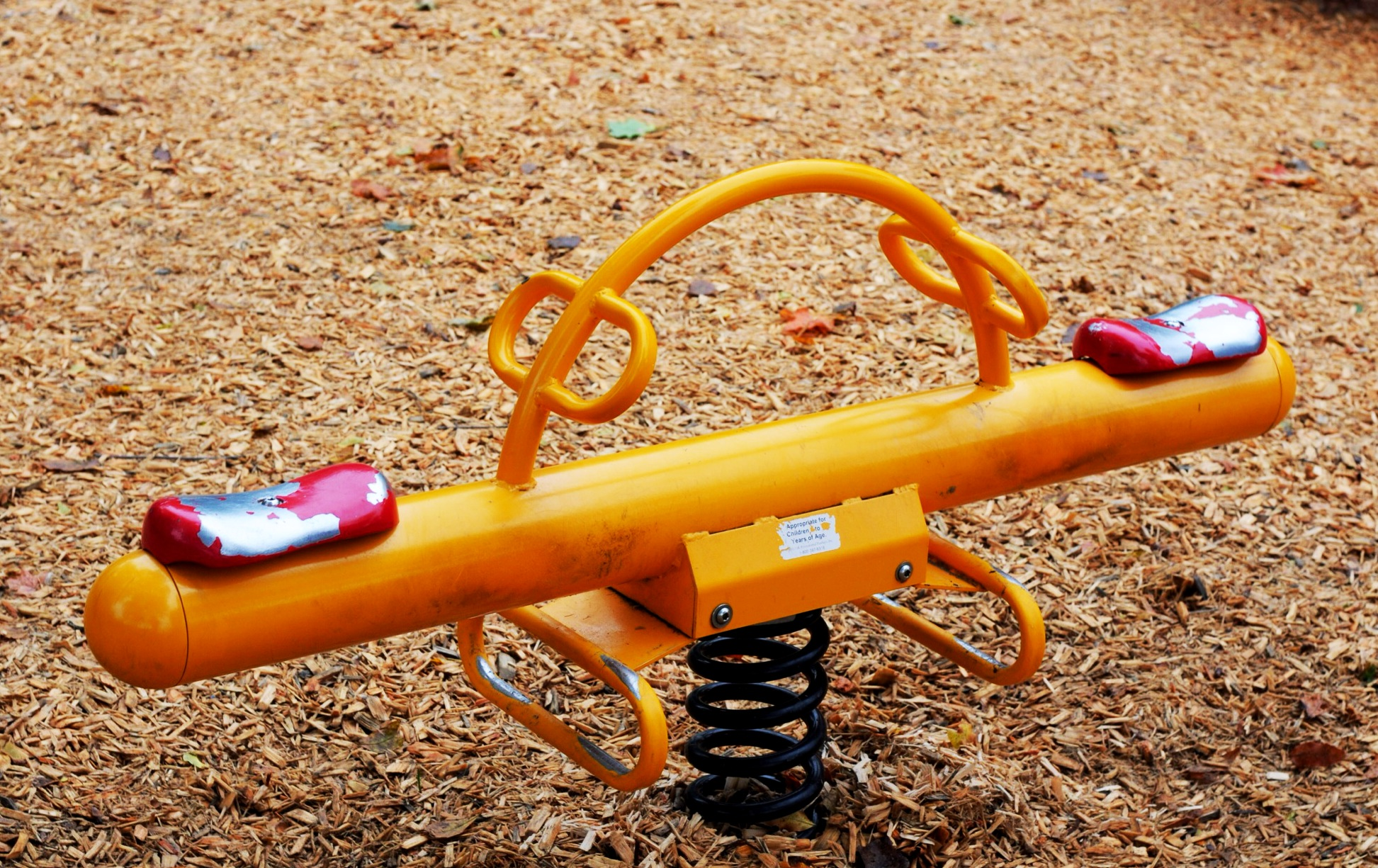
Une balançoire à bascule dans une aire de jeux (Ottawa, 2010).
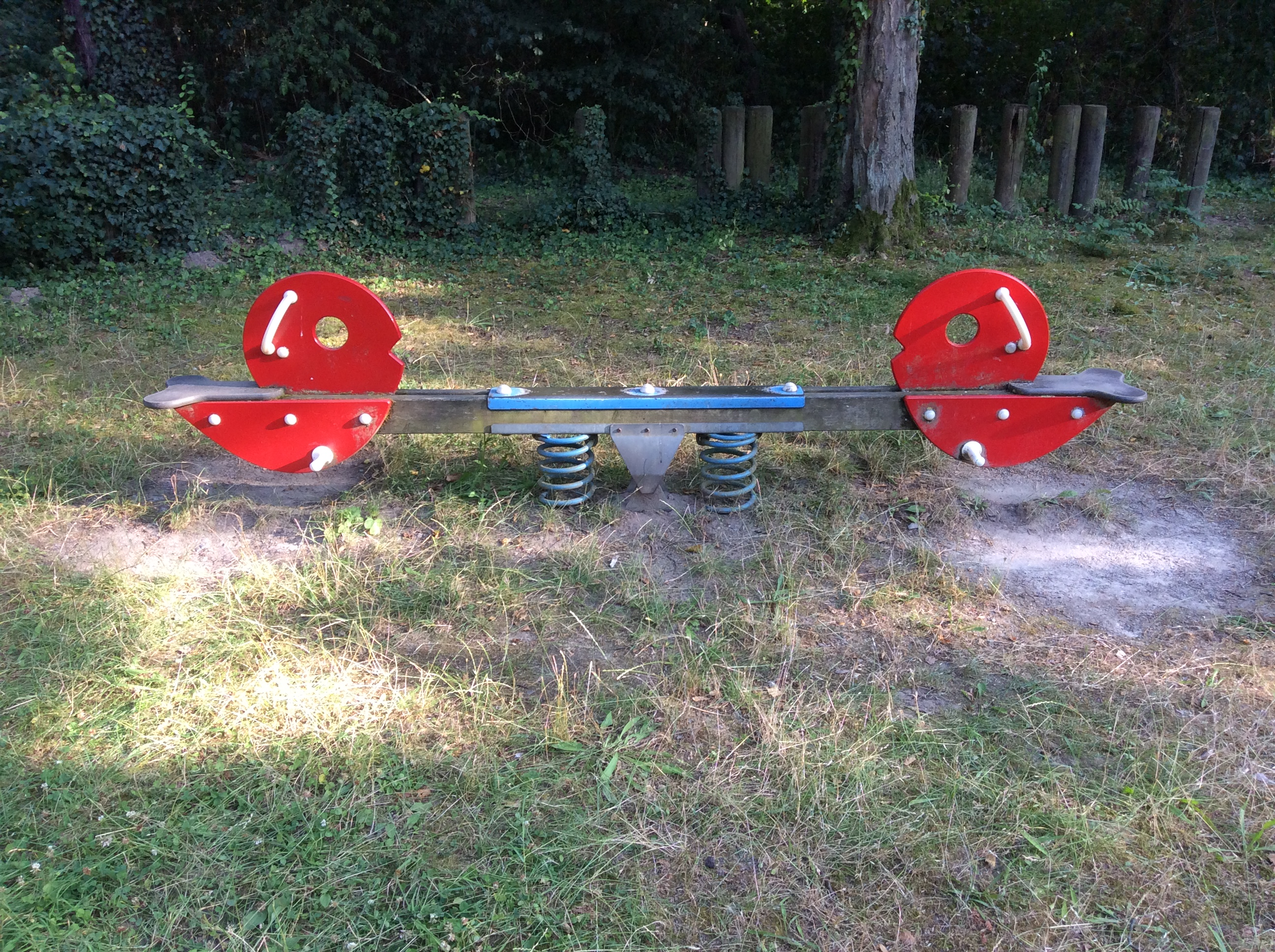
Version jeu sur ressort.
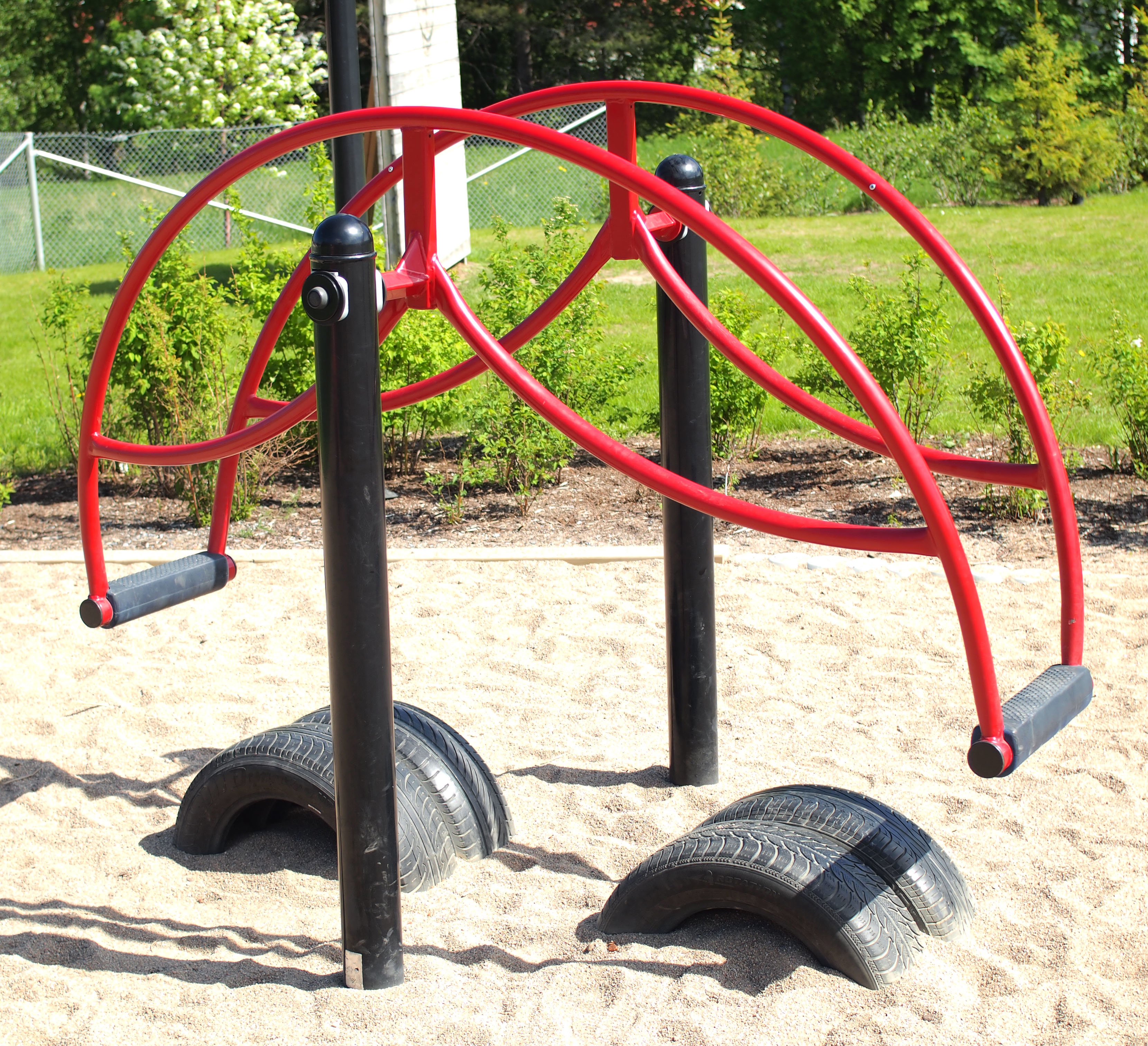
Balançoire à bascule en position debout.
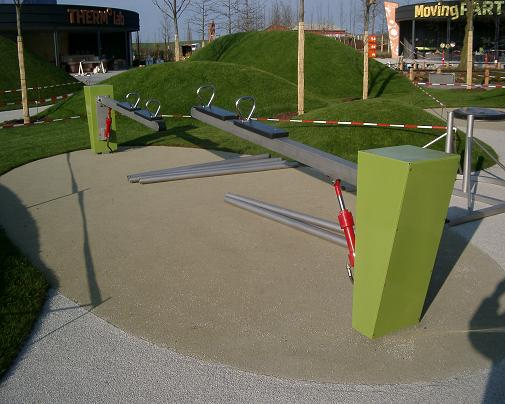
À presse hydraulique.
- Balançoire à bascule au Japon.
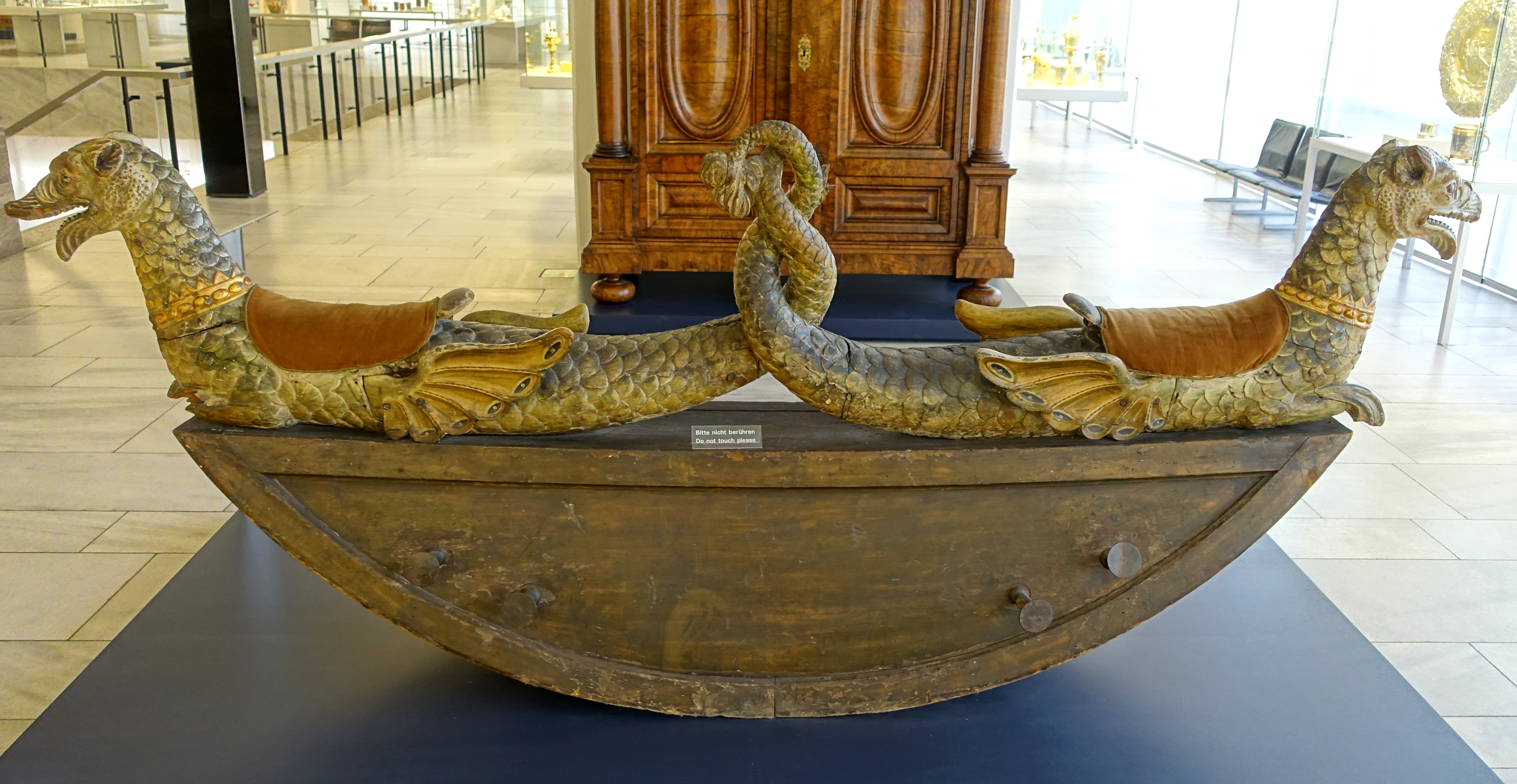
Du XVIIIe siècle.
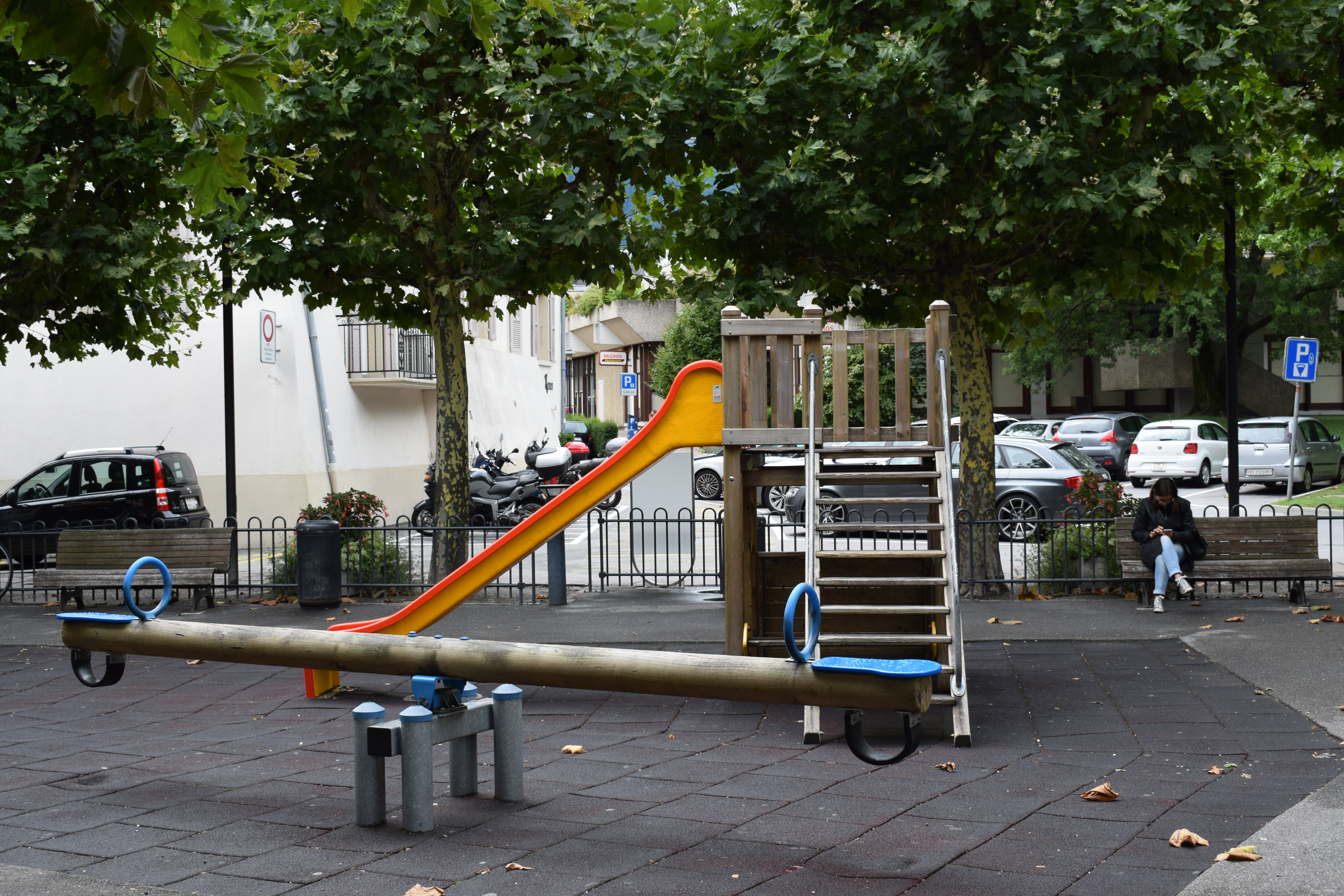
Balançoire à bascule sur un terrain de jeux sécurisé par des plaques amortissantes, à l'arrière-plan se trouve un portique de jeu Bürli avec toboggan.
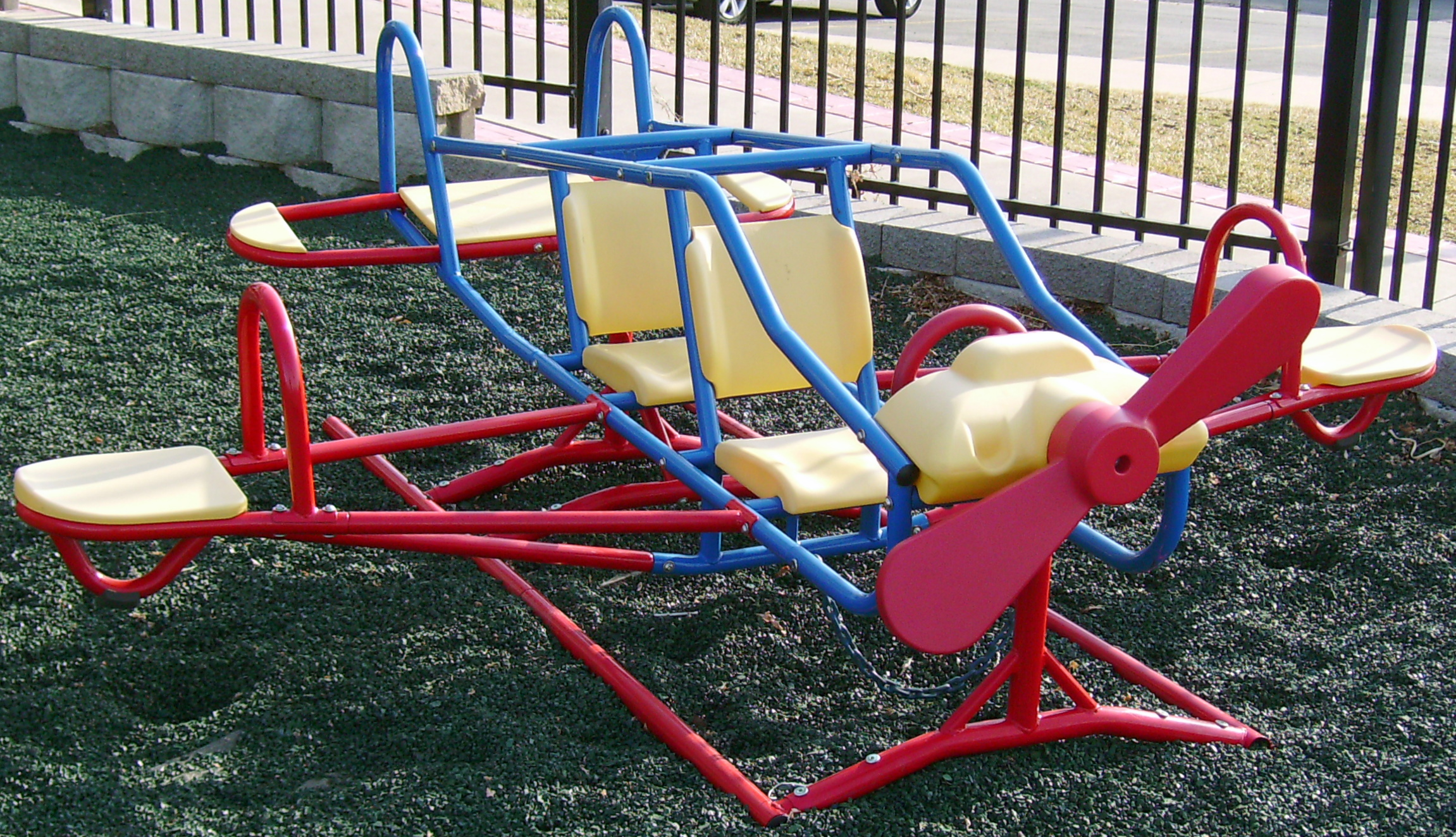
Modèle complexe en forme d'avion.